# Elecciones a las Juntas Generales
Las elecciones a las Juntas Generales son las elecciones en las que los ciudadanos de las tres provincias del País Vasco (España) eligen a los miembros de las Juntas Generales de cada provincia: Álava, Guipúzcoa, Vizcaya. Las últimas elecciones a las Juntas Generales se celebraron en 2023.

## Convocatoria
Las elecciones a las Juntas Generales son convocadas por el diputado general de cada provincia. Se celebran el cuarto domingo de mayo cada cuatro años, coincidiendo con las elecciones municipales. En el decreto de convocatoria se incluye el número de miembros a elegir en cada circunscripción. No existe la posibilidad de elecciones anticipadas.

## Sistema electoral

Circunscripciones electorales

La ley electoral de las Juntas Generales establece que los miembros de las Juntas Generales son elegidos mediante sufragio universal, libre, directo, secreto. También establece que las Juntas Generales deben estar compuestas por cincuenta y un miembros. Los miembros de las Juntas Generales se eligen mediante escrutinio proporcional plurinominal con listas cerradas en cada circunscripción electoral.
Cada una de las Juntas Generales tienen diferentes circunscripciones electorales. Las circunscripciones electorales de las Juntas Generales de Álava son tres: la cuadrilla de Vitoria, la cuadrilla de Ayala, y las cuadrillas de Zuya, Salvatierra, Añana, Campezo y Laguardia. Las circunscripciones de las Juntas Generales de Vizcaya son cuatro: Bilbao, Encartaciones, Durango-Arratia, y Busturia-Uribe. Las circunscripciones de las Juntas Generales de Guipúzcoa son cuatro: Donostialdea, Bidasoa-Oyarzun, Oria, y Deba-Urola. Los cincuenta y un miembros de cada una de las Juntas Generales se distribuyen entre las circunscripciones en proporción a su población. La asignación de escaños a las listas electorales en cada circunscripción se realiza mediante el sistema D'Hondt. La barrera electoral es del 3% de los votos válidos emitidos en la circunscripción.
Tras la reforma electoral de 2005, las candidaturas deben presentar listas electorales integradas por al menos un 50% de mujeres.

## Elecciones
- Elecciones a las Juntas Generales del País Vasco de 1979
- Elecciones a las Juntas Generales del País Vasco de 1983
- Elecciones a las Juntas Generales del País Vasco de 1987
- Elecciones a las Juntas Generales del País Vasco de 1991
- Elecciones a las Juntas Generales del País Vasco de 1995
- Elecciones a las Juntas Generales del País Vasco de 1999
- Elecciones a las Juntas Generales del País Vasco de 2003
- Elecciones a las Juntas Generales del País Vasco de 2007
- Elecciones a las Juntas Generales del País Vasco de 2011
- Elecciones a las Juntas Generales del País Vasco de 2015
- Elecciones a las Juntas Generales del País Vasco de 2019
- Elecciones a las Juntas Generales del País Vasco de 2023